# 夜の手配師 すけ千人斬り
『夜の手配師 すけ千人斬り』（よるのてはいしすけせんにんぎり）は、1971年公開の日本映画。梅宮辰夫主演・内藤誠監督。製作：東映東京撮影所、配給：東映。

## 概要
梅宮辰夫主演による“帝王シリーズ”に変わり、趣向新たに立ち上げられた新シリーズとされるが、“ 帝王シリーズ”は継続中だった。1968年4月に同じ梅宮主演で『夜の手配師』（村山新治監督）という映画が公開されているが、本作公開時の文献に「梅宮の軟派もの新シリーズ第一弾」と書かれたものがあることから、本作は「夜の手配師シリーズ」第二弾ではなく、「夜の手配師シリーズ」第一弾、或いは、「夜の○○シリーズ」第一弾と見られ、やや分かりにくい。「夜の手配師 ○○」というタイトルでは以降は製作されていない。梅宮主演の「夜の青春シリーズ」「夜の歌謡シリーズ」「帝王シリーズ」は、どれも梅宮がホステスのスカウトや女衒を生業とし、女から金を吸い上げるという似通った筋立てで本作も大体同じような内容。

## あらすじ
足立卓也（梅宮辰夫）は、一匹狼のコールガールのボス。夜の手配師と呼ばれる商売に入って8年。寝た女は300人。銀座・赤坂の一流クラブのホステスばかりを狙い、十分な時間と金をかけ磨き上げる。それ以上の収入が後から入り、卓也の支配する女は10人に達した。ところが赤坂に強大な組織を持つ暴力団東友会は、赤坂にレジャービルを建設中だったが、ホステスの一流どころが引き抜かれ計画は遅れ、卓也が邪魔な存在になった。東友会と対立した卓也は嫌がらせに遭い、仕事はお手上げになった。卓也はホステスがダメならと人妻をコールガールに仕立てあげようと考えた。薄幸の人妻・大村加津江（榊ひろみ）と知り合った卓也は彼女の不幸な境遇に魅かれ、東友会との対決を決意し、命を懸けて悪の根城に殴り込む。

## キャスト
- 足立卓也：梅宮辰夫
- 江口：川口浩
- 大村加津江：榊ひろみ
- 香本須美：賀川雪絵
- 原田みさほ：松井康子
- 芳江：石井富子
- 恵子：原良子
- 弥生：円山理英子
- 光子：正司歌江
- キキ：サリー・メイ
- 伸子：安城由貴子
- 九条ユリヤ：松尾和子
- 大村高志：園井啓介
- 小河内：小池朝雄
- 荒田：室田日出男
- 深見：中田博久
- 坂井：小松方正
- 卓也の母親：幾野道子
- 本家：遠藤辰雄
- 行商女：赤木春恵
- キヨシ：梅地徳彦
- 興信所々員：木川哲也
- 客：南利明

## スタッフ
- 監督：内藤誠
- 脚本：小野竜之助
- 企画：矢部恒
- 撮影：星島一郎
- 美術：藤田博
- 音楽：広瀬健次郎
- 録音：小松忠之
- 照明：桑名史郎
- 編集：長沢嘉樹
- 助監督：福湯通夫

## 製作

### 企画
企画、及びタイトル命名は、岡田茂東映映画本部長兼テレビ本部長（当時）。内藤誠監督の前作『未亡人ごろしの帝王』を評価した岡田は、銀座のクラブに内藤とプロデューサーの矢部恒を呼び出し、「黒岩重吾の小説『背徳の伝道者』の版権を取ってやったから『未亡人ごろしの帝王』と同じメンバーで映画を作れ」と指示した。『背徳の伝道者』の舞台は銀座だが、舞台を赤坂に変更している。

### 脚本・キャスティング
梅宮がこの年2月に左足のアキレス腱を切って療養していたため、梅宮は3ヵ月ぶりの撮影。このためアクションは無しで、濡れ場を中心としたシナリオが書かれた。内藤は映画黄金期に少年時代を過ごした人で、スターへの憧れが強く、監督になってかつて自身がファンだったスターをキャスティングして演出したいというのが夢で、川口浩、松尾和子、幾野道子に矢部プロデューサーと出演交渉した。

### 撮影
夜の世界で生きる男女の居住するマンション探しには苦労し、東映フライヤーズ在籍時の張本勲のマンションを一部撮影に使わさせてもらったという。

## タイトル変更
原作のタイトルは『背徳の伝道者』だったが、岡田茂がタイトルをパンチの効いた『夜の手配師 すけ千人斬り』に変更した。原作者クレジットからも黒岩の名前を外し、黒岩からは「お金（原作料）は戴きますが」と言われた。観客動員のため、岡田本部長が懸命にタイトルを考えていることをみんな知るため、誰一人文句を言わなかったというが、内藤自身は「岡田さんから『おい内藤、おまえのためにいい題名を考えてやったぞ』と言われるたび、心底恐怖だった」、宣伝担当の関根忠郎に「『岡田さんが直々にタイトルを付けるんだからお前は目をかけらている』といわれ、『そうか、愛されているのか』と渋々納得していた」などと話している。この『夜の手配師 すけ千人斬り』というタイトルは、大橋巨泉が『11PM』で「こういう題名を思いつくなんて、天才ですね」などと褒めたという。また岡田茂が2011年5月に亡くなり、告別式のあった2011年5月11日の『情報ライブ ミヤネ屋』で、岡田の追悼特集が組まれ、岡田の付けた映画タイトルのコーナーがあり、本作『背徳の伝道者』が『夜の手配師 すけ千人斬り』にタイトルが変更されたと紹介されたら、コメンテーターの大宅映子が涙を流して笑い転げた。

## 同時上映
『ごろつき無宿』
- 主演：高倉健 / 監督：降旗康男 / 脚本：伊藤俊也・澤井信一郎

## 興行成績
高倉健主演作との併映でヒット。